# Pseudoxycheila andina
Pseudoxycheila andina  (лат.) — вид жужелиц рода Pseudoxycheila (Carabidae) из подсемейства жуков-скакунов (Cicindelinae).

## Ареал
Южная Америка: Боливия и Перу. Встречаются на высотах 800 до 2500 м на восточных склонах Анд.

## Описание
Среднего размера жуки-скакуны, длина около 1,5 см. Основная окраска буровато-чёрная с двумя желтовато-оранжевыми пятнами на надкрыльях. Макроптерные формы. Быстрые бегуны. Взрослые жуки активны в июне-ноябре и в феврале-марте. Обитатели открытых мест с редкой растительностью. Наиболее активны в дневное время, укрываясь ночью и в холодные дни, или во время сильного дождя. Вид был впервые описан в 1997 году итальянским экологом и энтомологом Фабио Кассолой (Fabio Cassola, Рим, Италия).